# Congregazione del cerimoniale
La Congregazione del cerimoniale (in latino Congregatio cæremonialis) era un organismo della Curia romana, oggi soppresso.

## Storia

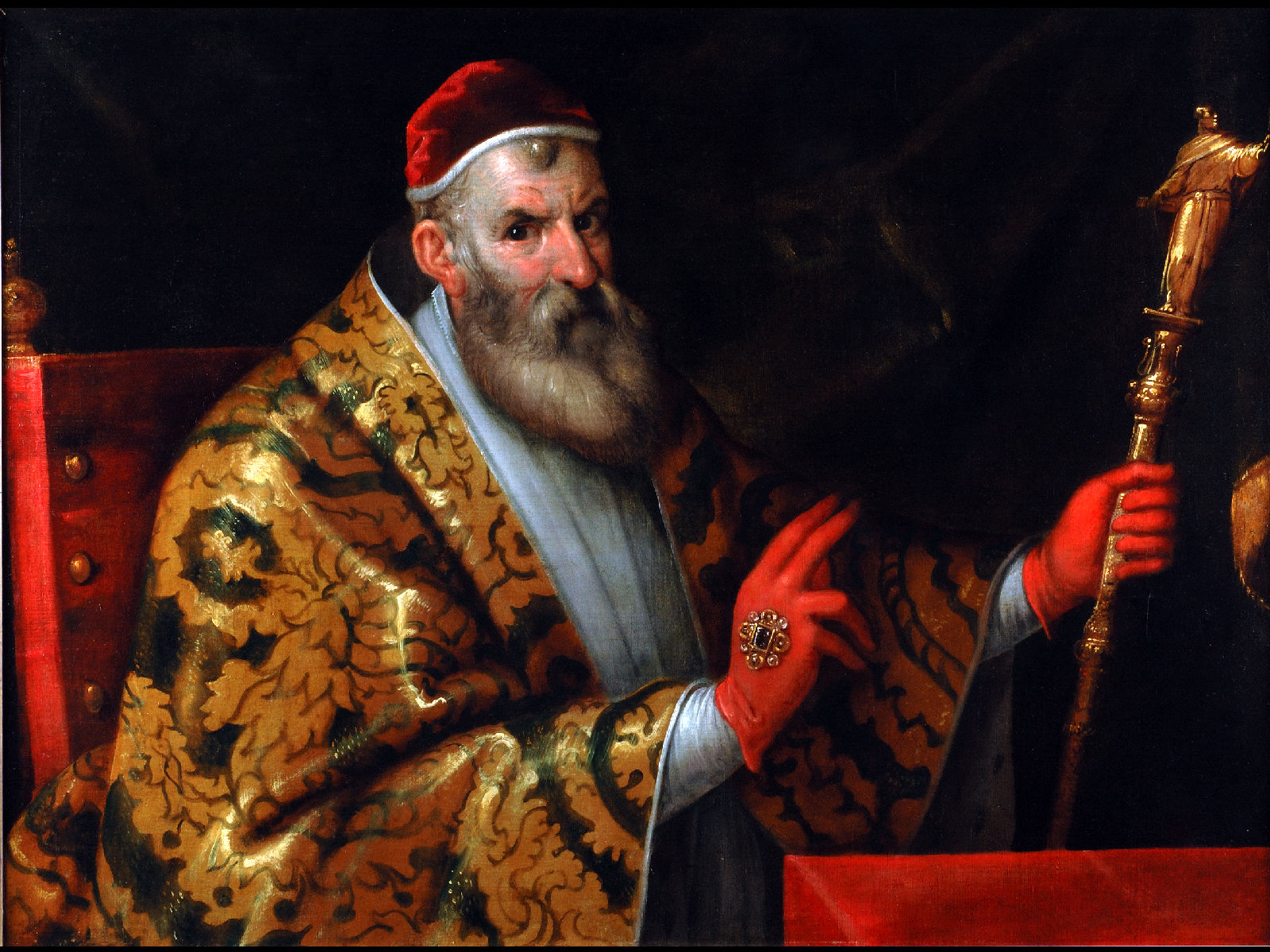
Papa Sisto V, fondatore della Sacra Congregazione del cerimoniale

La congregazione venne istituita da papa Sisto V con la Immensa Aeterni Dei il 22 gennaio 1588, unita alla congregazione dei riti, da cui in seguito venne separata diventando congregazione autonoma.
Venne istituita per sovrintendere al decoro del cerimoniale pontificio e alla sua gestione. La congregazione aveva inoltre il compito di istruire i membri della Guardia Nobile sul cerimoniale interno ai palazzi, come pure di comunicare le nomine di vescovi, arcivescovi o cardinali che si trovassero fuori dai confini di Roma, come pure della consegna della berretta cardinalizia ai nuovi porporati nominati dal pontefice. Essa si occupava infine anche dell'ordine di precedenza delle varie cariche onorifiche all'interno delle cerimonie pubbliche della Santa Sede (tra i prelati, gli ambasciatori, i cavalieri, ecc.).
Venne dissolta nel 1967 dalla riforma della curia romana voluta da papa Paolo VI con la costituzione apostolica Regimini Ecclesiae universae e le sue competenze passarono alla prefettura della casa pontificia.

## Cronotassi dei prefetti
- Carlo Sacconi (28 marzo 1884 – 25 febbraio 1889)
- Raffaele Monaco La Valletta (1 marzo 1889 – 14 luglio 1896)
- Luigi Oreglia di Santo Stefano (1897 – 7 dicembre 1913)
- Serafino Vannutelli (25 maggio 1914 – 19 agosto 1915)
- Vincenzo Vannutelli (06 dicembre 1915 – 9 luglio 1930)
- Gennaro Granito Pignatelli di Belmonte (14 luglio 1930 – 16 febbraio 1948)
- Francesco Marchetti Selvaggiani (5 febbraio 1948 – 13 gennaio 1951)
- Eugène-Gabriel-Gervais-Laurent Tisserant (10 marzo 1951 – 1967)